# Graziöse Beschriftung
Eine graziöse Beschriftung eines Graphen mit {\displaystyle e} Kanten ist eine Beschriftung der Knoten mit unterschiedlichen Zahlen zwischen 1 und {\displaystyle e+1}, sodass dadurch jede Kante eine eindeutige Beschriftung erhält. Die Beschriftung einer Kante ergibt sich als Differenz der Beschriftungen ihrer beiden Endknoten. Ein Graph, für den eine solche Beschriftung existiert, wird graziöser Graph genannt. Gibt es zusätzlich eine Zahl {\displaystyle x}, sodass ein Knoten einer jeden Kante mit einer Zahl kleiner als {\displaystyle x} und der andere mit einer Zahl größer oder gleich {\displaystyle x} beschriftet ist, dann handelt es sich um eine bipartite Beschriftung.
Die Bezeichnung graziöse Beschriftung geht zurück auf Solomon W. Golomb. Ursprünglich verwendete Alexander Rosa die Bezeichnung β-Bewertung in seinem 1967 veröffentlichten Aufsatz über Graphenbeschriftungen. Bipartite Beschriftungen nannte er α-Bewertungen.
Eines der ungelösten Probleme der Mathematik ist die Graziöser-Baum-Vermutung, der zufolge es für alle Bäume eine graziöse Beschriftung gibt.

## Graziöse Graphen
Von einigen Klassen von Graphen ist bekannt, dass sie graziös sind. Ein Beispiel sind die linearen Graphen. Eine graziöse Beschriftung entsteht, wenn deren Knoten mit den Zahlen {\displaystyle 1,n,2,n-1,3,n-2,\ldots } beschriftet werden.
Eine entsprechende graziöse Beschriftung für den linearen Graphen mit fünf Knoten zeigt die folgende Zeichnung.

## Graphzerlegungen
Ausgangspunkt für die Betrachtung graziöser Graphen war die Untersuchung von Graphzerlegungen. Ein vollständiger Graph {\displaystyle K_{2m+1}} lässt sich zyklisch in {\displaystyle 2m+1} Kopien eines graziösen Graphen mit {\displaystyle m} Kanten zerlegen, siehe dazu auch Ringel-Kotzig-Vermutung.